# オーロビルダム
オーロビルダム（英語：Oroville Dam）は、アメリカ合衆国カリフォルニア州ビュート郡オーロビル市の東にあるフェザー川に設けられたアースダム（アースフィルダム）である。主に水の供給、水力発電、洪水調節に使用されている。
堤高は770フィート（230m）で、米国で最も高いダムである。

## 概要
このダムが湛えているオーロビル湖は、シャスタ湖についでカリフォルニア州で2番目に大きい人造湖で、350万エーカー・フィート（4.4 km3）以上を貯水することができる。吐口は8つが設けられ、排水能力は250,000 cu ft/s (7,100 m3/s)。貯水池の標高は901 ft (275 m)。
カリフォルニア州水資源局（DWR）によって建設されたオーロビルダムは、カリフォルニア州水道事業（SWP）の重要な事業の1つであり、カリフォルニア州全域の水道システムを構築する2つの主要プロジェクトの1つである。
建設は1961年に始まり、建設中に幾度もの洪水や資材輸送用鉄道の事故に見舞われながらも1967年に堤体が完成し、1968年に使用準備が整った。ダムの地下には米国内最大の地下式揚水発電所であるエドワード・ハイアット水力発電所が設けられている。水頭は615 ft (187 m)。タービンは水力発電用3基と揚水発電用3基が設けられ、定格出力819 MW、年間発電量1,490 GWh。

## 歴史
第二次世界大戦後、カリフォルニア州内における発展の波はサンフランシスコやロサンゼルスといった大都市のみならず、周辺の農村地域にまで押し寄せていた。カリフォルニア州政府はこの状況を鑑みて州全体規模での利水計画を検討し、それまで合衆国内務省開拓局や陸軍工兵隊らが個別に行ってきた開発からの転換を図った。オーロビルダムの建設はカリフォルニア州利水計画の中核に位置づけられ、ダム本体工事は1963年に着工した。ダムは6,000万m3もの土砂を200mを超える高さまで盛り立てて造られ、かつてゴールドラッシュ（カリフォルニア・ゴールドラッシュ）で捨てられた砂利や玉石も利用されている。土砂の運搬には主に鉄道が用いられた。下流十数kmの地点から40両連結の列車で一度に2,500m3の土砂をダム建設現場近くのストックヤードまで運搬し、そこからベルトコンベアやホッパーを用いて100トン積ダンプカーに積み替えてダムを盛り立てて行った。年間の盛り立て量は最盛期で1,730万m3にもなった。着工から約5年後の1967年10月に完成した。事業費は総額34億ドルを超えるとされる。貯水量は43億m3であり、総延長1,100kmの用水路によってロサンゼルスまで運ばれている。

## 環境への配慮
ダムの完成により魚の遡上が妨げられたため、河川の生態系に影響を与えた。ダムの影響を軽減するため、ダム完成後にサケやニジマスの孵化場などが建設された。

## 2017年放水路破損
2017年2月、放水路のコンクリートが剥落して穴が開き、さらに非常用放水路にも不具合が見つかったことから洪水の恐れがあるとして、2月12日に周辺住民の少なくとも18万人に避難勧告が出された。

### 状況発生直後
2017年2月7日、豪雨のため洪水対策として約1,400m3/sで放流していたところ、放水路が損傷して穴が開いた。オーロビル湖への流入量が多かったことから、放水路が損傷したにもかかわらず放流が継続されたため、この穴はどんどん広がり、2月10日には幅300フィート(91.4 m)、長さ500フィート(152.4 m)、深さ45フィート(13.7 m)になった。
この穴から土砂が流出したため水が濁り、フェザー川の魚類孵化場にも被害が出たことから、被害軽減のため州職員が孵化場から魚や卵を避難させ始めた。

### 非常用放水路の使用
非常用放水路（正式には補助放水路）を使用するための準備作業がはじめられた。この放水路は問題が生じた時に備えて設けられていたが、実際に使われるのは初めてである。2017年2月10日には送電線を移動させ、補助放水路の下の丘陵地帯では樹木の伐採が行われた。
2017年2月11日午前8時ごろ、1968年のダム竣工以来初めて補助放水路に水が流れた。当初は避難が必要になるような危険性はないと考えられていたが、しばらくすると補助放水路の上部から360m3/sで越流が始まった。
2017年2月12日、補助放水路の予期せぬ不具合により、フェザー川流域の低地の地域に避難勧告が行われた。2月12日午後8時までに補助放水路の越流は食い止められたものの、その時点では避難勧告の解除は行われず、13日朝に損害状況の確認が行われた。2月13日までに188,000人近くの人々が避難したと報告されている。
2017年2月14日、ダムの水位が低下傾向にあることが確認されたため、住民に対する避難指示は解除された。

### 仮復旧
2017年11月1日、損傷した既存構造物を撤去し、洗堀を受けた地盤をRCC（Roller Compacted Concrete, 転圧コンクリート）で埋め戻した後に鉄筋コンクリートとRCC造の放水路を再建する応急的な復旧工事が完了した。2019年1月を予定している本格復旧までの間、放水能力は100,000cfs（約2,800m3/s）に制限されている。

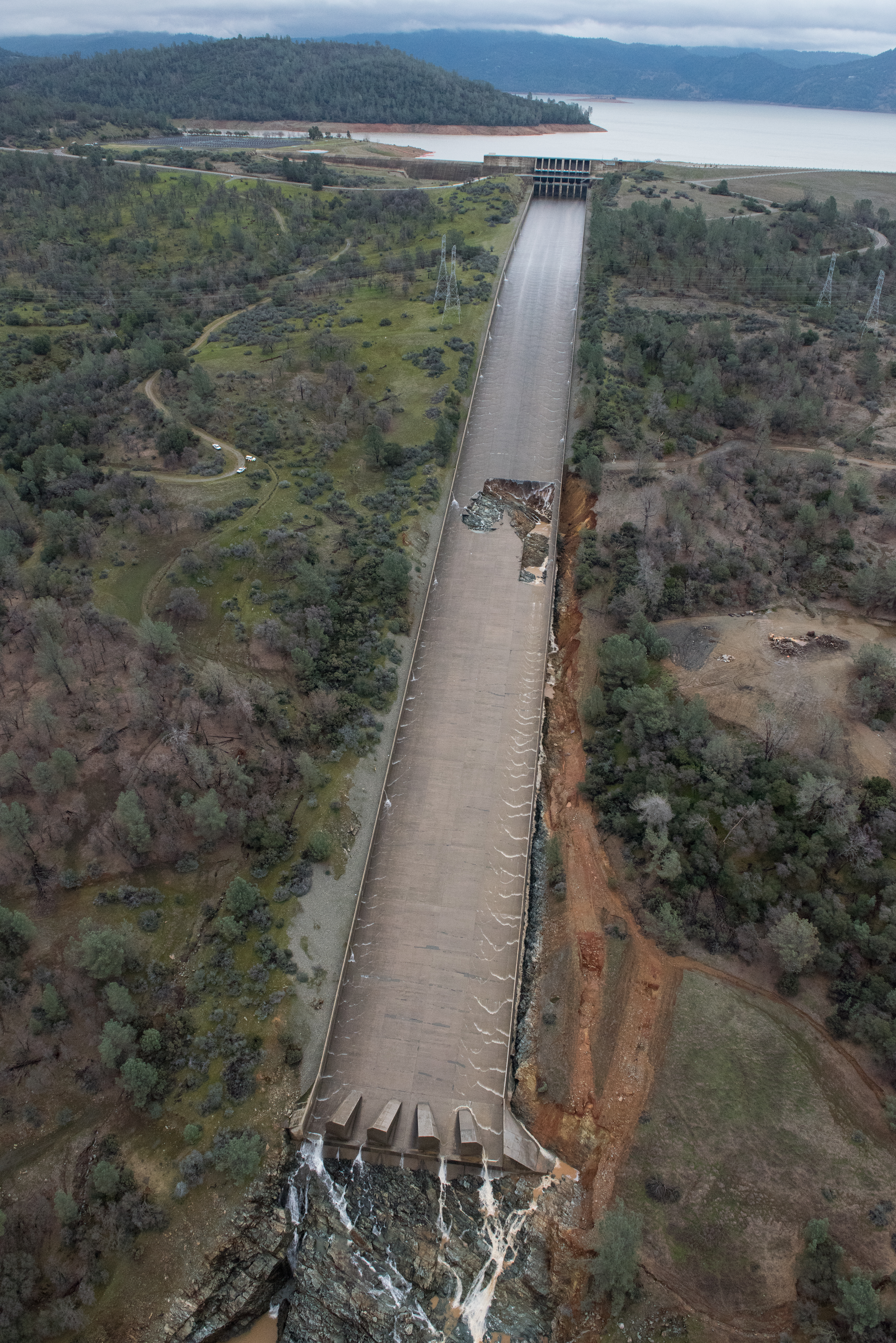
2月7日に発生した穴
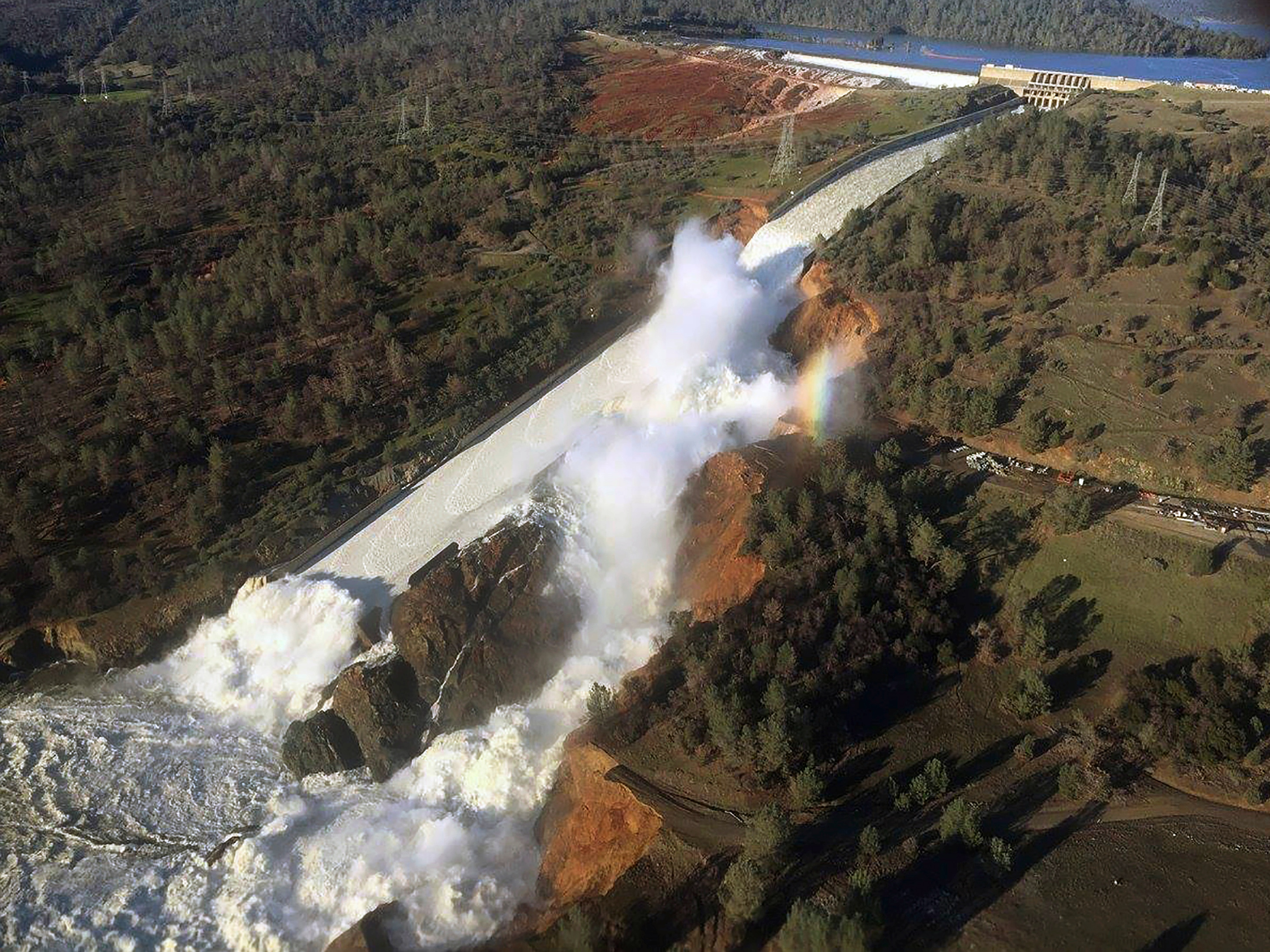
放水路途中の穴から溢れ出た水が地山を削っている（2月12日）
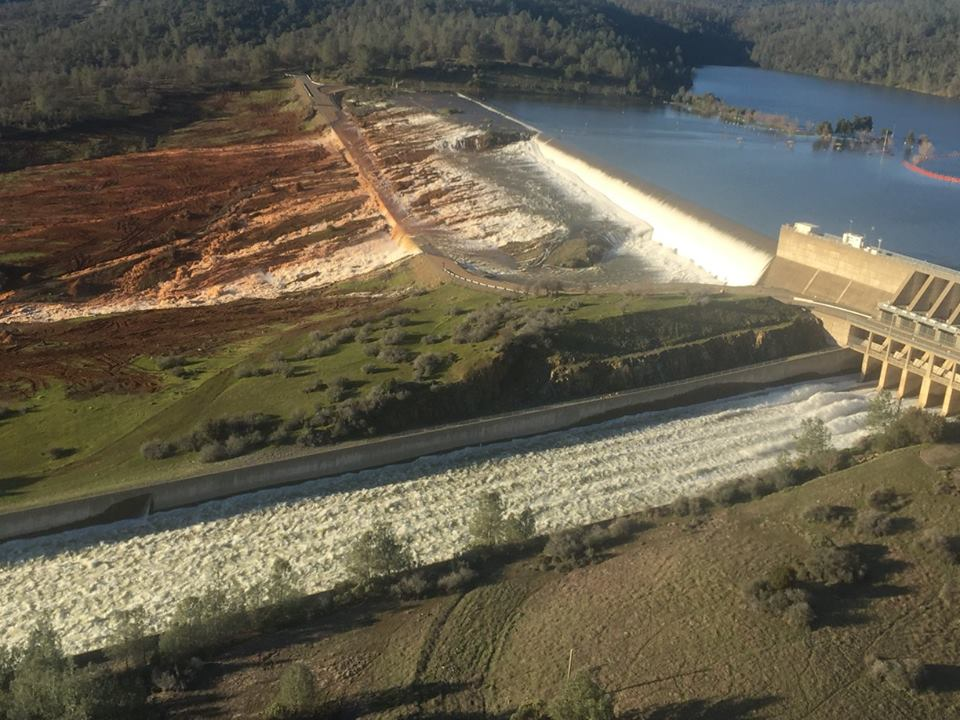
非常用放水路からの越流（2月12日、手前は通常使用される放水路）